# Neil Houldey
Neil Houldey är en brittisk ingenjör som är teknisk direktör för ingenjörskap för det brittiska Formel 1-stallet McLaren sedan den 23 mars 2023.
År 2000 avlade han en examen i fordonsteknik vid Loughborough University. Houldey började direkt att arbeta som en designingenjör för Lola Cars, han avancerade senare till att vara projektchef. År 2006 anslöt han sig till McLaren och arbetade bland annat som designingenjör; lagledare för främre fjädring och förarkontroll; projektchef för design; ställföreträdande chef för McLarens designavdelning, chef för konceptavdelningen samt chef för fordonskoncept och prestanda. Den 23 mars 2023 meddelade McLaren att deras dåvarande tekniska direktör James Key skulle lämna F1-stallet och skulle ersättas av Houldey, Peter Prodromou och David Sanchez.